# Inside Africa
Inside Africa è un film documentario del 2012 diretto da Gaetano Ippolito.

## Trama
Il film documentario racconta l'esperienza di un medico missionario italiano, Giuseppe Valente, che raccoglie fondi per costruire presidi ospedalieri in Tanzania. Egli intraprende il viaggio nel cuore dell'Africa nera per dare agli abitanti di un piccolo villaggio di capanne, Pande, una speranza in più di sopravvivere, dedicandosi alle cure dei malati. Il medico cercherà, inoltre, di salvare Mariamu, una giovane nata con una grave malformazione, rendendo possibili quegli interventi chirurgici che la restituirebbero ad un'esistenza quasi normale. Il viaggio è una riflessione sulle differenze culturali tra la realtà occidentale del benessere in cui si vive nel terrore della morte, e quella povera dell'Africa dove le popolazioni vivono la morte con serena accettazione, ma anche la scoperta della felicità e della meraviglia della semplicità.

## Produzione
Il documentario è stato girato in due piccolissimi villaggi africani: Mbweni, dove sorge l'ospedale omonimo, in cui i medici italiani prestano il loro aiuto; Pande, poverissimo villaggio di capanne fatte di fango e paglia.

## Riconoscimenti
Premio miglior documentario 2012 al Festival "Hai visto mai?" di Luca Zingaretti. La giuria ha motivato la vittoria nel modo seguente: "Il respiro dell'Africa, la terra del nuovo millennio, raccontata con gli occhi dell'Occidente attraverso le esperienze e i percorsi di un medico missionario, l'italiano Giuseppe Valente. Due culture dunque, quella occidentale che si interroga su se stessa e quella africana alla ricerca di un legittimo riconoscimento in un mondo globalizzato. Questo documentario restituisce un senso a parole purtroppo spesso banalizzate come "dignità" e "emozione".